# Esvres
Esvres (auch: Esvres-sur-Indre) ist eine französische Gemeinde mit 6.264 Einwohnern (Stand: 1. Januar 2022) im Département Indre-et-Loire in der Region Centre-Val de Loire. Sie gehört zum Arrondissement Tours und zum Kanton Monts.

## Geographie
Esvres liegt am Fluss Indre, in den hier der Échandon mündet. Umgeben wird Esvres von den Nachbargemeinden Larçay im Norden, Véretz und Azay-sur-Cher im Nordosten, Truyes im Osten, Cormery im Südosten, Saint-Branchs im Süden, Veigné im Westen und Chambray-lès-Tours im Nordwesten.

## Geschichte
Esvres war bereits in keltischer Zeit besiedelt. Die gallische Nekropole von Vaugrignon liegt in Esvres. Unter dem Namen Evena oder Evina ist es als Ort der gallischen Turonen unter anderem bei Gregor von Tours erwähnt.

### Bevölkerungsentwicklung
| Jahr      | 1962 | 1968 | 1975 | 1982 | 1990 | 1999 | 2006 | 2018 |
| Einwohner | 2081 | 2473 | 3050 | 4160 | 4234 | 4278 | 4411 | 6057 |

## Verkehr
Durch die Gemeinde führt die Autoroute A85. Der Bahnhof von Esvres liegt an der Bahnstrecke Joué-lès-Tours–Châteauroux.

## Sehenswürdigkeiten
- Schloss Dorée
- Kirche Saint-Médard
- Dolmen du Moulin Sauquet

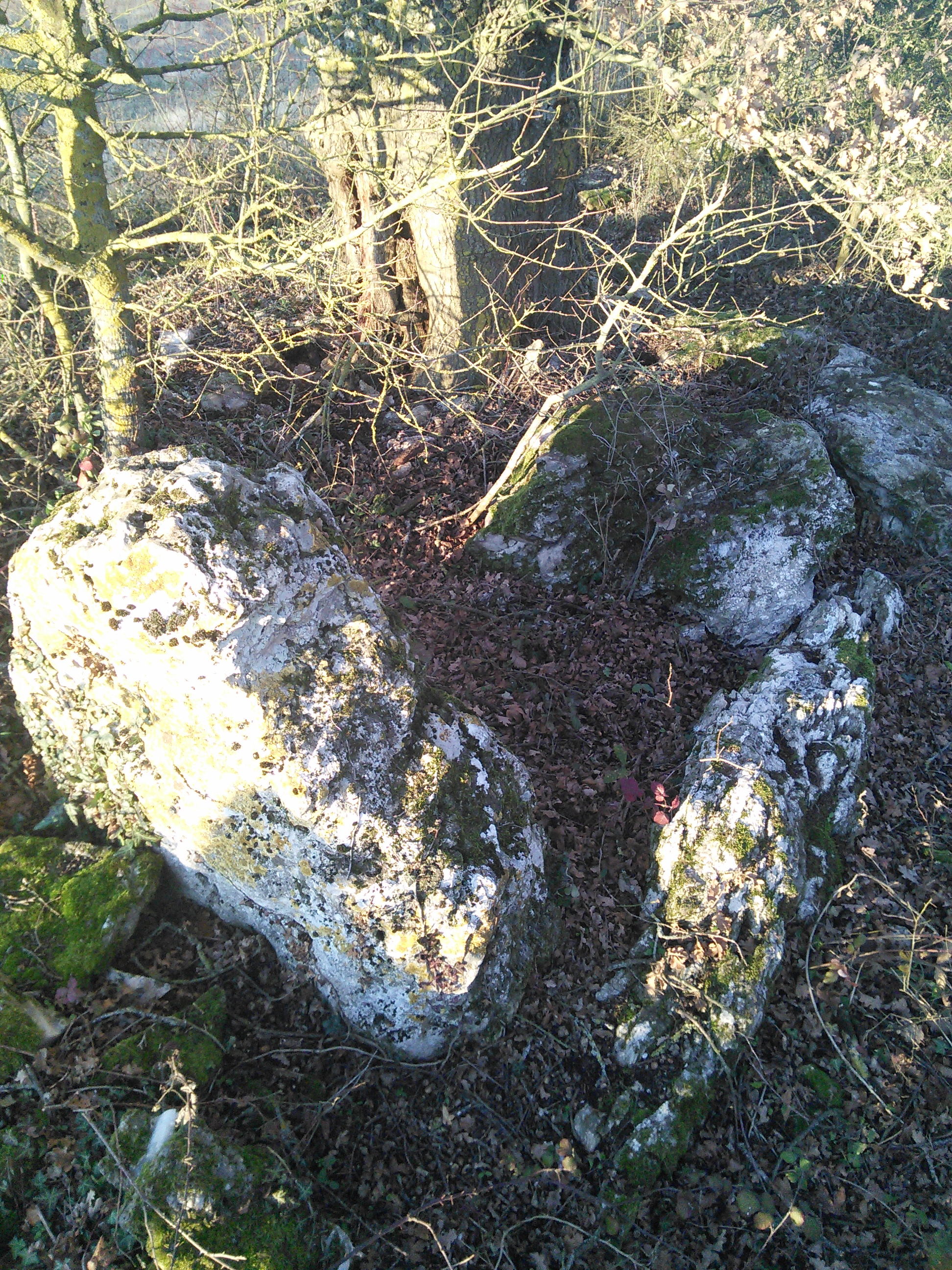
Dolmen du Moulin du Sauquet
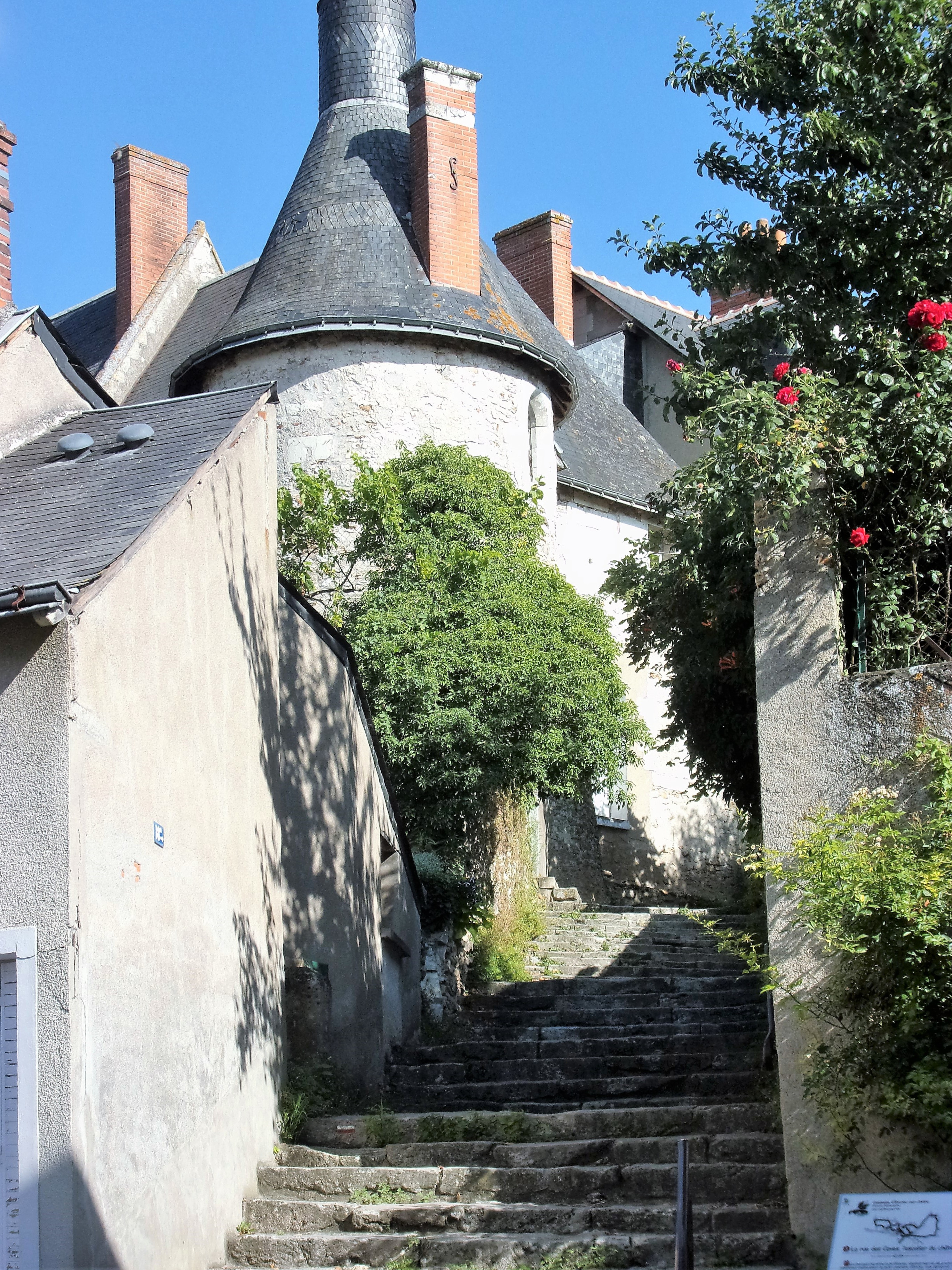
Schloss
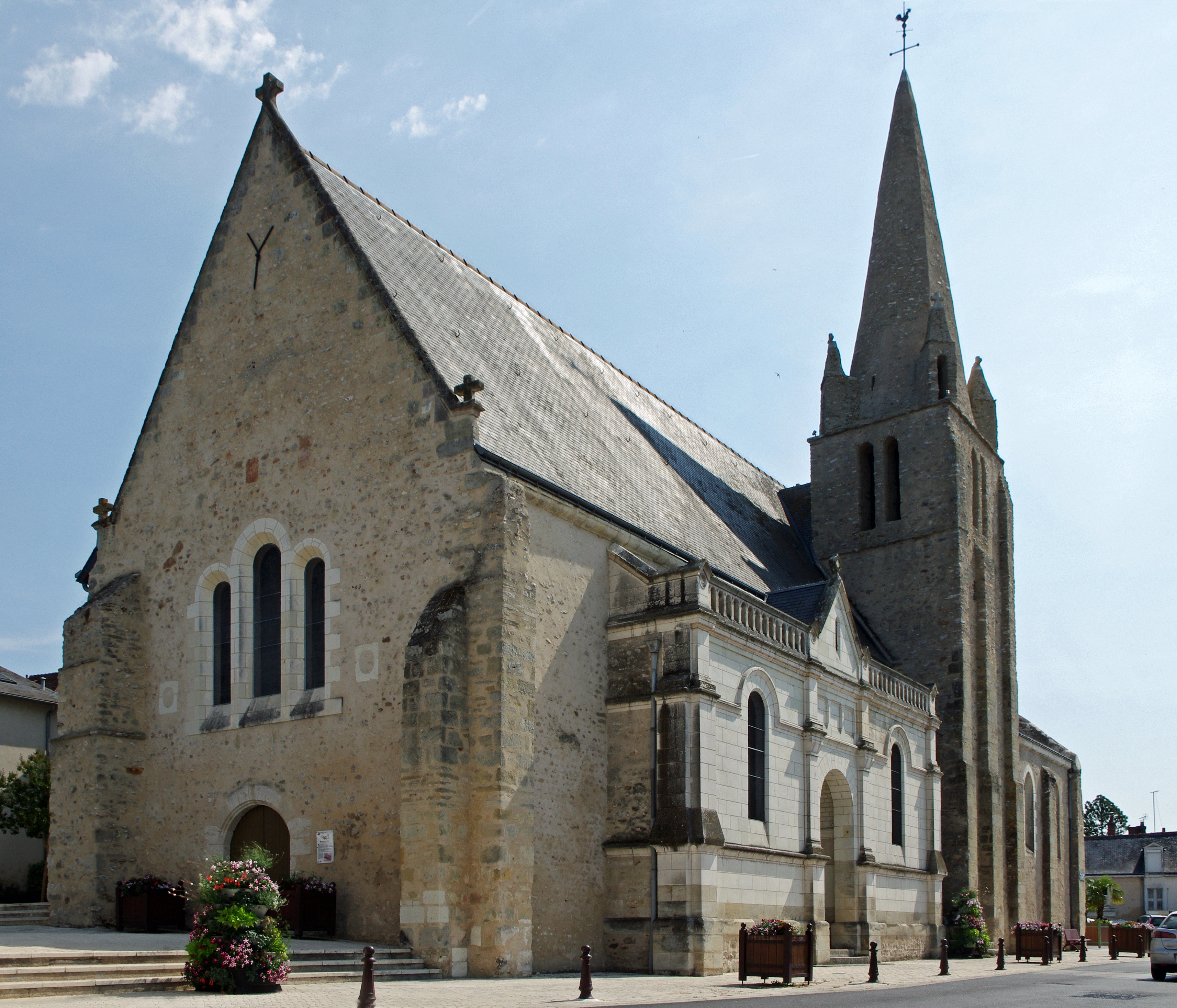
Kirche Saint-Médard

## Gemeindepartnerschaften
Mit folgenden Gemeinden bestehen Partnerschaften: 
- Riesbürg, Baden-Württemberg, Deutschland, seit 1973
- Casaleone, Provinz Verona (Venetien), Italien, seit 2004